# Lana Jurčević
Lana Jurčević (Zagreb, 7 de novembre del 1984) és una cantant i compositora croata.
Va estudiar periodisme a la Universitat de Zagreb. Ha treballat amb músics com Severina, Niksa Bratos i Milana Vlaovic. El 2018 va aparèixer als mitjans per una aventura amorosa amb un empresari de Malàisia i les gravacions que se'n van fer.

## Àlbums
- 2003 — Lana
- 2006 — 1 Razlog
- 2008 — Volim biti zaljubljena
- 2012 — Pobjede i porazi